# 智威禅师

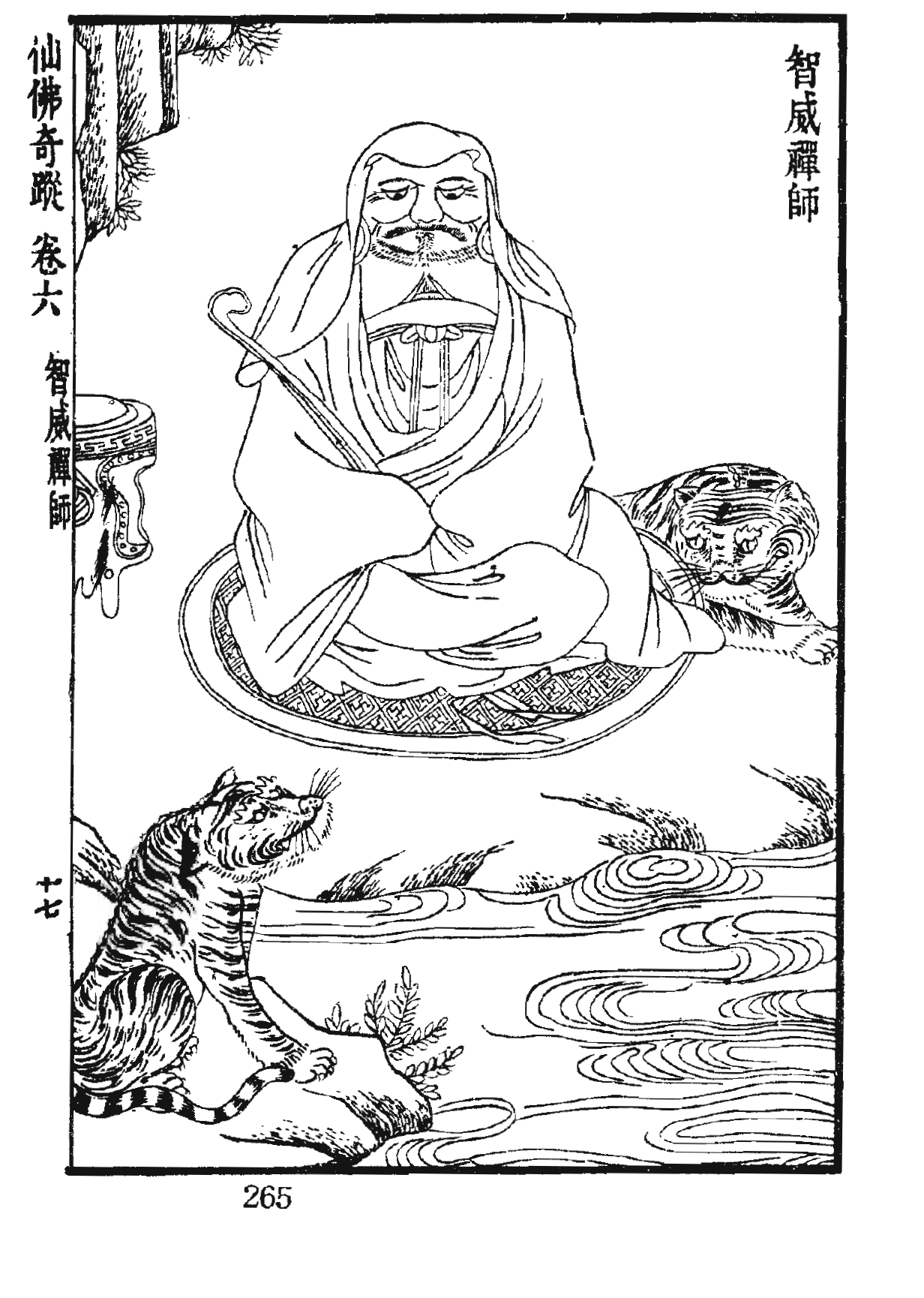
智威禪師

智威禪師（646年—722年），唐代金陵天保寺高僧，俗姓陳氏，江寧人。二十歲時，依天寶寺統法師剃度出家。為牛頭宗第五代祖師，法嗣於牛頭四祖法持禪師。智威禪師於牛頭山大揚其宗風，後傳法予六祖慧忠禪師。
智威禪師示寂於唐玄宗開元十年，付以院事，隨緣化導，終于延祚寺。世壽77歲。

## 法嗣
- 法持禪師

## 弟子
- 慧忠禅师[3]
- 安國玄挺
- 天柱崇慧
- 鶴林玄素

## 外部連結
- 禅门牛头宗传承法系考 （页面存档备份，存于）